# Odontodiplosis
Odontodiplosis is een muggengeslacht uit de familie van de galmuggen (Cecidomyiidae).

## Soorten
- O. americana Felt, 1908
- O. bulbiformis Mamaev, 1998
- O. karnerensis (Felt, 1907)
- O. longiforceps (Kieffer, 1904)
- O. longiuscula Mamaev, 1998
- O. montana Felt, 1908